# Síndrome de Goodpasture
La enfermedad de Goodpasture o enfermedad antimembrana basal glomerular es una enfermedad autoinmunitaria, perteneciente al grupo de enfermedades de hemorragia alveolar o pulmonar, que suele acabar en una enfermedad pulmonar intersticial y se caracteriza por la producción de anticuerpos antimembrana basal tanto del glomérulo renal (MBG) como de los alvéolos pulmonares.

## Historia
Este síndrome fue reconocido por primera vez por Ernest William Goodpasture en 1919 en un paciente de dieciocho años de edad que padeció de forma aguda hemoptisis y hematuria, poco después de recobrarse de una gripe. Desde entonces este tipo de patología, sin ser muy frecuente, ha quedado bien tipificada y se han sucedido numerosos trabajos que han buscado esclarecer su patogenia y su tratamiento más adecuado.

## Causas
La GN está causada por anticuerpos de tipo IgG específicos contra antígenos presentes en la MBG, el antígeno de Goodpasture se localiza en la región no colágena carboxiterminal (NC1) de la cadena a3 del colágeno tipo IV de la MBG. El gen COL4A3 se localiza en la región q35-37 del cromosoma 2. Los anticuerpos anti-MBG reaccionan igualmente con la membrana basal de los alvéolos pulmonares).

## Etiopatogenia

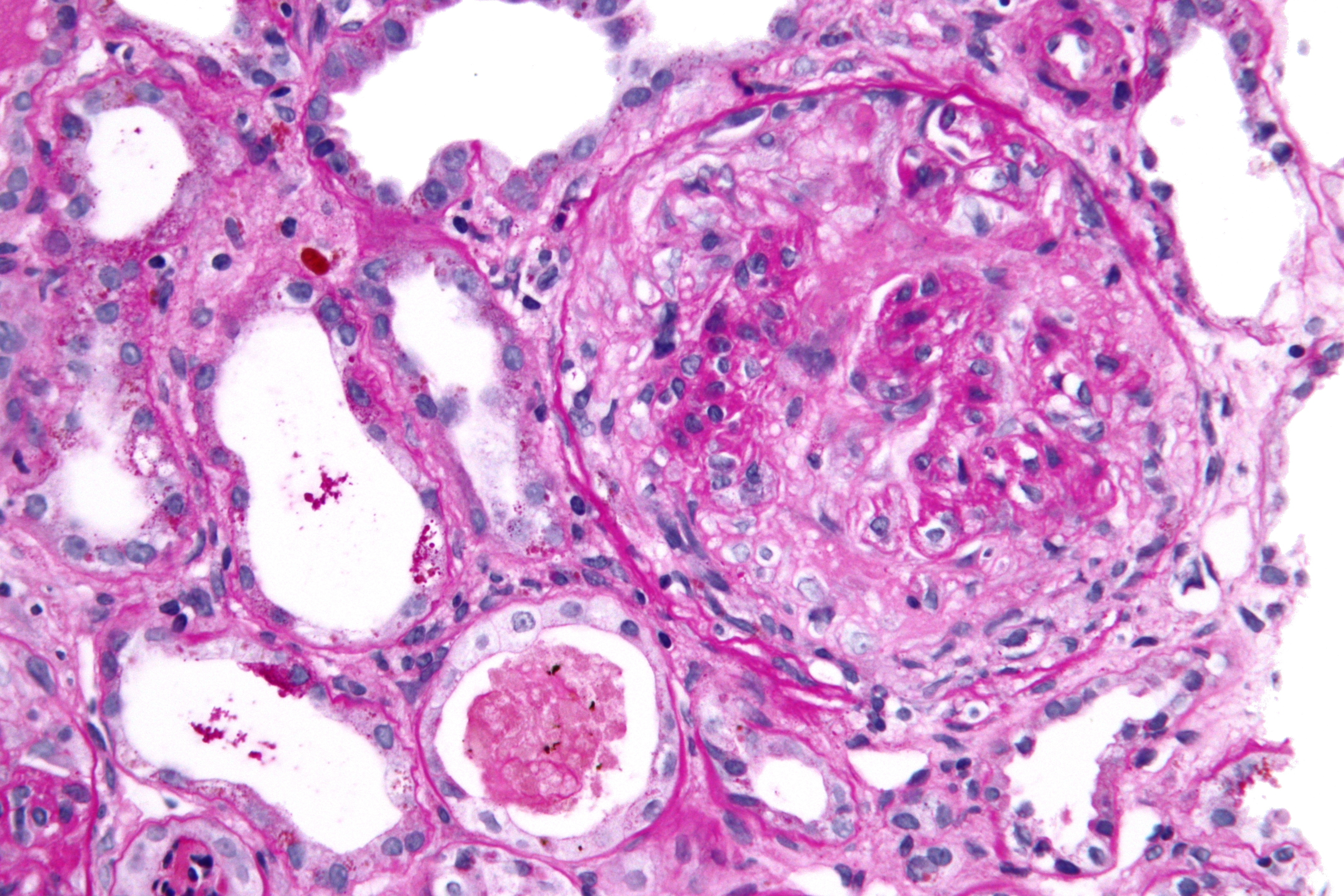
Glomerulonefritis crescéntica en el síndrome de Goodpasture

Si bien han sido muchos los progresos que nos han permitido comprender mejor este síndrome, sigue sin determinarse de forma concluyente su etiopatogenia, pese a que diversos agentes, como la inhalación de hidrocarburos volátiles o el virus de la gripe, han sido estrechamente implicados. 
La etiología del síndrome de Goodpasture permanece desconocida, aunque frecuentemente se precede de una infección pulmonar o con manifestaciones similares a una enfermedad viral. También se ha involucrado con la exposición a hidrocarburos y administración de penicilamina.

## Manifestaciones clínicas
El síndrome de Goodpasture se suele presentar entre los 16-30 años de edad. Se reconoce que las manifestaciones pulmonares usualmente preceden a una enfermedad renal evidente. 
La clínica inicial está dominada en un 95 % por la hemoptisis, disnea para el ejercicio, debilidad, fatiga, Hb < 12 g/dl, leucocitosis superior a 10 000 leucocitos por mm³, proteinuria, y cilindros leucocitarias y eritrocitarios en la orina.
La hemorragia pulmonar puede preceder por semanas o meses a la evidencia de daño renal o incluso ser la manifestación única.